# NGC 260

NGC 260

NGC 260 هي مجرة، في كوكبة المرأة المسلسلة. اكتشفت المجرة في 27 أغسطس 1865 بواسطة هاينريش لويس دريست.

## روابط خارجية
- NGC 260 على موقع ويكي سكاي: DSS2, SDSS, GALEX, IRAS, Hydrogen α, X-Ray, Astrophoto, Sky Map, Articles and images